# Esme Morgan
Esme Beth Morgan (Sheffield, 18 ottobre 2000) è una calciatrice inglese, difensore del Washington Spirit e della nazionale inglese.

## Carriera

### Club
Cresciuta nelle giovanili del Manchester City, Morgan viene aggregata alla squadra titolare che disputa la FA Women's Super League 1, l'allora denominazione del livello di vertice del campionato inglese, dalla stagione 2017-2018, debuttando in campionato il 24 luglio 2017, nella vittoria esterna per 4-0 con lo Yeovil Town, rilevando Abbie McManus all'81'. Alla sua prima stagione scende in campo complessivamente in 7 incontri di campionato, condividendo poi con le compagne la conquista della FA Women's Cup e della FA Women's League Cup. Rimasta in rosa con le Citizens anche la stagione successiva, trova comunque poco spazio, marcando solo 6 presenze in campionato, condividendo per il secondo anno consecutivo il secondo posto in campionato e l'accesso in UEFA Women's Champions League.
L'estate successiva concorda con la società il suo trasferimento all'Everton con la formula del prestito, vestendo la maglia delle Toffees dalla stagione entrante.

## Palmarès

### Club
- FA Women's Cup: 1

Manchester City: 2018-2019
- FA Women's League Cup: 2

Manchester City: 2018-2019, 2021-2022

### Nazionale
- Finalissima: 1

2023
- Campionato d'Europa: 1

2025